# Володарі часу (роман)
«Володарі часу» (англ. «The Time Masters») — науково-фантастичний роман  американського письменника Вілсона Такера, де йдеться про подорож у часі, який використовують прибульці для власних інтересів. Є першим романом з серії пригод про Гільберта Неша. Видано у 1953 році, нове, перероблене (частково скорочене) видання вийшло у 1971 році.

## Зміст
Події відбуваються у 1947. Приватний детектив Гільберт Неш з місто Ноксвілл, що працює на розвідку США, розслідує загадкову смерть Грега Ходжкина, професора в ядерному дослідницькому центрі Оак-Рідж в Тенессі, який перед тим відвідав Неша. У вбивстві Неш підозрює дружину професора — Керолайн. Остання цікавиться космонавтикою і ядерною фізикою. Її загиблий чоловік розробив дуже просунуту телеметричну систему для атомної експериментальної ракети, яку повино було відправити з космічного центру на мисі Канаверал до системи Тау Кита. Неш вважає Ходкина генієм, але згодом дізнається, що його жінка вплинула для розробки проекту ракети. У будинку Ходжкина детектив Гільберт Неш зустрічає агента секретної служби Ширлі Хофман, якій доручено було слідкувати за ним.
З часом виявляється, що Гільберт Неш і Керолайн Ходжкін є прибульцями з Тау Кита, які 10 тис. років тому зазнали аварії космічного корабля. Більшість членів корабля помирає, оскільки на землі відсутній необхідний елемент (важка вода) для відновлення космічного корабля, залишається лише один Неш (його дружина з планети гине під час Лісабонського землетрусу 1755 року). Але після смерті Ходжкина Неш з'ясовує, що вижив ще один член екіпажу — Керолайн. Зрештою виявляється, що Неш відомий на Землі як легендарний шумерський герой Гільгамеш. Керолайн співвідноситься в прадавніми богинями, яким приносили жертви. 
Час над інопланетянами не владний (але якщо вони не відремонтують зореліт й не повернуться на свою планету, то перетворяться на смертних), Неш і Керолайн проходять з людством його історію. Неш закохується у Ширлі та розповідає про себе. При поцілунку з нею встановлює телепатичний контакт, проникає в її розум. Розповідає Ширлі, що надто пізно знайшов важку воду під час останніх експериментів людей, тому зупинити його старіння неможливе. Тому Неш вирішив померти на Землі.
Керолайн якнайшвидше бажає повернутися на рідну планету, тому вона телепатично намовила чоловіка збудувати зореліт. Тепер збирається повернутися на рідну планету, щоб продовжити безсмертне життя. Тому вбиває агента Каммінга який також слідкував за Нешем, щоб підозра впала на нього. Тоді Неш не зможе завадити Керолайн залишити Землю. Неш вимушений переховуватися, але починає переслідувати Керолайн, на слід якої напав. Роман не має повного завершення. Його логічним продовженням стала книга Часова бомба.